# Charles Mackay

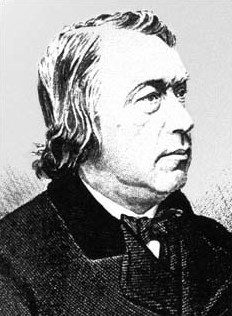
Charles Mackay

Charles Mackay (* 27. März 1814 in Perth, Schottland; † 24. Dezember 1889 in London) war ein schottischer Journalist und Schriftsteller.

## Leben und Werk
Mackay war der Sohn von George Mackay, einem Soldaten der Royal Artillery und dessen Ehefrau Amely Cargill. Da seine Mutter bereits kurz nach seiner Geburt gestorben war, brachte ihn sein Vater nach London ins Caledonian Asylum, wo er seine Schulzeit absolvierte.
Auf Betreiben seines Vaters kam Mackay 1828 nach Brüssel um Sprachen (in der Hauptsache Italienisch und Französisch) zu lernen. Als zwei Jahre später die Belgische Revolution ausbrach, engagierte ihn der Unternehmer William Cockerill, Senior als Privatsekretär. Während dieser Zeit schrieb er bereits als freier Mitarbeiter für den Courier Belge (Brüssel) und The Telegraph (London).
Nach mehreren Reisen mit Cockerill kehrte Mackay im Mai 1832 nach London zurück und wurde Sprachlehrer. Sein erster Schüler war der Impresario Benjamin Lumley, den er in Italienisch unterrichtete. Ab 1834 schrieb er gelegentlich für The Sun. In diesem Jahr machte er auch die Bekanntschaft von John Black, der ihn als Chefredakteur für seinen Morning Chronicle engagierte. Dort arbeitete er bis Herbst 1844 und ließ sich dann in Glasgow nieder, um dort den Glasgow Argus herauszugeben. Dort war er mit Rosa Henrietta Vale († 1859) verheiratet und hatte mit ihr eine Tochter und drei Söhne.
Mackay studierte parallel zu seiner Arbeit an der University of Glasgow Rechtswissenschaften und wurde 1846 promoviert (Doktor der Rechte). Eine zweite Ehe schloss er mit der Witwe Ellen Mills († 1875); diese Ehe blieb kinderlos. Die Schriftstellerin Marie Corelli war seine uneheliche Tochter.
Als Journalist unternahm Mackay zwei Reisen in die USA. Auf seiner ersten Reise bereiste er den größten Teil der Ostküste und Kanada. Als im April 1861 der Amerikanische Bürgerkrieg ausbrach, entsandte ihn The Times als Kriegsberichterstatter an die Front. Bei seinen Recherchen entdeckte er die Fenian Brotherhood und machte deren Umtriebe publik.

## Rezeption
Mackay wurde sehr früh Mitglied der Percy Society. Viele seiner Artikel konnte Mackay später erneut (und kaum überarbeitet) in Buchform veröffentlichen. Als Beispiel seien hier seine Artikel genannt, die er 1848 London Telegraph publiziert hatte und 1877 mit dem Titel Forty years in zwei Bänden erneut erschienen. Dort hatte er als Erster die „Vereinigten Staaten von Europa“ beschrieben. Zwischen 1857 und 1858 hielt Mackay acht Monate lang vielbesuchte Vorlesungen in allen großen Städten der Vereinigten Staaten von Nordamerika und veröffentlichte das Ergebnis seiner Beobachtungen 1860 in dem Werk Life and liberty in America.

## Werke (Auswahl)

### Als Autor
Belletristik
- The Thames and its tributaries or rambles among the rivers. Bentley, London 1840 (2 Bde.)
- The hope of the World, and other poems. London 1840.
- Longbeard. A novel. 2. Auflage. Routledge, London 1850.
- The Salamandrine, or love and immortality. A tale. 2. Auflage. Routledge, London 1856 (EA 1842)
- Legends of the isles and highland gatherings. 2. Auflage. Routledge, London 1857 (EA 1845)
- The scenery and poetry of the English lakes. A summer ramble. Longman, Brown, Green, London 1846.
- Voices from the crowd and other poems. Gilpin, London 1846.
- Voices from the mountains. Gilpin, London 1847.
- Town lyrics and other poems. Routledge, London 1848.
- Egeria, or the Spirit of Nature and other poems. Bogue, London 1850.
- Under green leaves. Routledge, London 1857.
- A man's heart. Gilpin, London 1860.
- Luck and what came of it. A tale of our times. A Novel. London 1881 (3 Bde.)

Sachbücher
- A history of London. London 1838.
- Zeichen und Wunder. Aus den Annalen des Wahns (Memoirs of extraordinary popular delusions and the madness of crowds, 1841). Eichborn, Frankfurt am Main 1992, ISBN 3-8218-4086-2 (Die andere Bibliothek; Band 86).
- The Mormons, or the Latter-Day Saints. With memoirs of the life and death of Joseph Smith, the American „Mahomet“. 3. Auflage. Vizetelly, London 1852.
- Life and Liberty in America: or, Sketches of a Tour in the United States and Canada in 1857–8. London 1859 (Digitalisat).
- The Gouty Philosopher, or, the opinions, whims, and eccentricities of John Wagstaffe, Esq. Saunders Otley, London 1862.
- Studies from the Antique and sketches from nature. Virtue Books, London 1864.
- Under the blue sky. Marston, Low & Searle, London 1871.
- Lost beauties of the English language. Bibliophile Books, London 1987, ISBN 0-900123-40-0 (Nachdr. d. Ausg. London 1874).
- Forty years' recollections of life, literature, and public affairs from 1830 to 1870. Chapman & Hall, London 1877 (2 Bde.).
- The Gaelic etymology of the languages of western Europe and more especially of the English and Lowland Scotch, and of their slang, cant and colloquial dialects. Trübner, London 1878.
- The Poetry and humour of the Scottish language. London 1882.
- The Founders of the American Republic. A history and biography, with a supplementary chapter on ultrademocracy. London 1885.
- A glossary of obscure words and phrases in the writings of Shakspeare and his contemporaries traced etymologically to the ancient language of the British people as spoken before the irruption of the Danes and Saxons (1887)

### Als Herausgeber
Sachbücher
- The auld Scots dictionary. A concise history of Scottish words, their meanings and origins. Lang Syne Publ., 1992, ISBN 1-85217-001-8 (Nachdr. d. Ausg. „A Dictionary of Lowland Scotch“, London 1888).
- A Thousand and One Gems of English Poetry. London 1890.
- The book of Scottish songs. Neuaufl. London 1866.
- The Cavalier songs and ballads of England from 1642 to 1684. London 1864.